# Karl von Luxburg

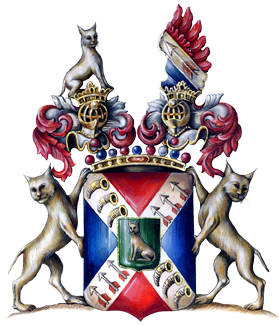
Escudo de Armas de los Condes de Luxburg.

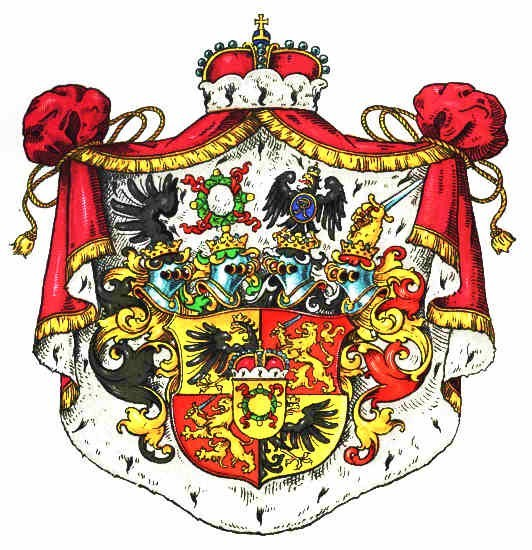
Escudo de Armas de los Príncipes Schoenaich-Carolath Beuthen.

Karl Ludwig Graf von Luxburg  (Würzburg; 10 de mayo de 1872 - Ramos Mejía, Argentina; 2 de abril de 1956) fue Ministro embajador del Imperio alemán en Argentina y luego en Chile durante la Primera Guerra Mundial.

## Biografía
Karl Ludwig Graf von Luxburg fue hijo de Luise Wanda Julie Agnes Prinzessin von Schönaich-Carolath (hija de Ludwig Ferdinand Prinz von Schönaich-Carolath y Wanda, Gräfin Henckel von Donnersmarck) y Friedrich Karl Ludwig Reinhard Graf von Luxburg, originalmente provenía del cantón St. Gallen de Suiza, descendiente de Johann Friedrich Conde de Luxburg hasta el siglo XVIII vivieron en Suiza, para luego trasladarse a Baviera, en el Imperio alemán. Originalmente su nombre completo con todos los títulos reales era: Karl-Ludwig Graf von Luxburg, Fürst zu Carolath-Beuthen und Prinz von Schoenaich-Carolath / es: Karl Ludwig Conde de Luxburg, Príncipe de Carolath-Beuthen y Príncipe de Schoenaich-Carolath). Karl estudió derecho y era un prominente abogado en el Imperio Alemán y en 1913 fue nombrado Ministro Embajador (embajador Especial) de Guillermo II de Alemania (último emperador alemán (Káiser)), en India, Argentina y otros países de América del Sur, cargo que ejerció durante la Primera Guerra Mundial. Su destacada posición se debía a los lazos familiares con la familia Real del Káizer por medio de su madre Luise Wanda Julie Agnes Princesa de Schönaich-Carolath. Karl era miembro activo de la familia real Alemana, forjó importantes decisiones de la política extranjera del Imperio Alemán.

### Su matrimonio
Karl von Luxburg se casó por matrimonio civil con Carol Martínez de Hoz, natural de Argentina, pero no canonizado por la iglesia, debido a que su esposa no era de sangre real. De este matrimonio no tuvo hijos.

### Historia del Castillo Aschach en manos de los Condes de Luxburg

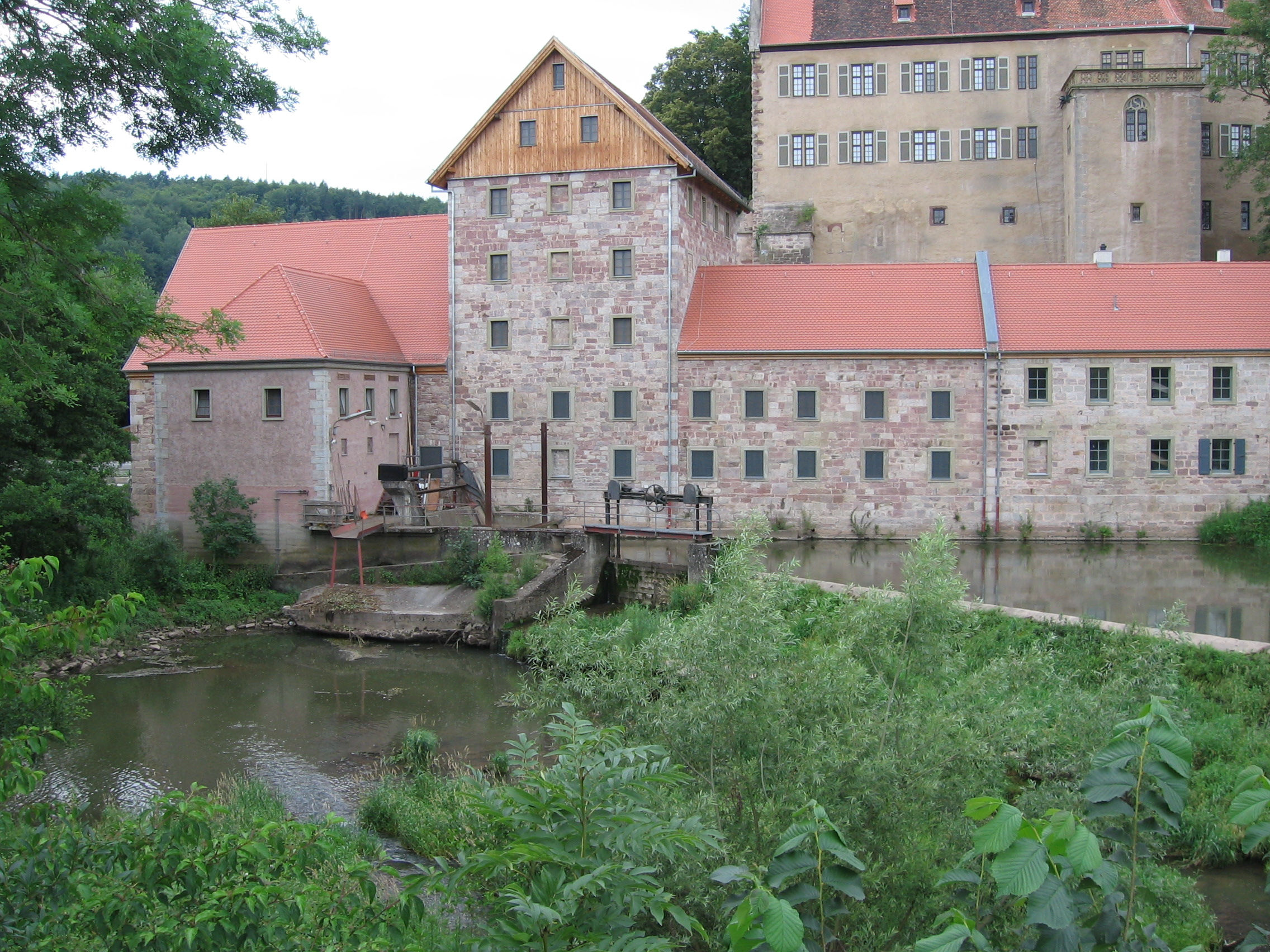
Castillo Aschach residencia de la familia.

Friedrich Conde de Luxburg, el presidente Royal-Baviero de la Baja Franconia y Aschaffenburg, compró el castillo Aschach después de que este estuviera cuatro años sin ocupación, por un precio de 72.000 marcos de oro y utilizó otros 56.000 marcos de oro para su remodelación, que perdura hasta hoy. En la restauración participó Jens Sattler, el hijo de Walter Sattler, para una renovación artística del castillo, que se realizó en parte en la ciudad de Würzburg por el constructor Scherpf. Incluso el Conde de Luxburg con el apoyo de von Kissingen (famoso coleccionista de arte con el cual Karl discrepaba), el castillo Aschach tenía una extensa colección de arte en ese tiempo.
El Canciller del Imperio alemán el príncipe Otto von Bismarck, era muy amigo de familia de von Luxburg, visitaba en los años 1876-1893 el castillo y permanecía allí largos períodos. Muchos miembros del Reishtag Alemán pasaban y se quedaban en el castillo en aquel tiempo. Era un lugar de encuentros de la élite alemana en donde se forjaban muchas opiniones y decisiones políticas del Imperio Alemán. Después de la muerte del Conde Luxburg (padre) en 1905, su segundo hijo, Karl Conde de Luxburg y su esposa Carol se hicieron cargo del castillo Aschach y su colección de arte que era la mejor de Baviera, además de ser una de las más famosas en Alemania imperial. El castillo y sus edificios sobrevivieron a la Segunda Guerra Mundial sin grandes daños. La mayoría de piezas de arte de la colección del Conde de Luxburg nunca fue encontrada por los nazis. Cabe decir que tampoco fue encontrada la mayoría de las obras más importantes de la colección de la familia Schoenaich-Carolath. Una pequeña parte de la colección Luxburg, la que se quedó escondida en el territorio Alemán durante la Segunda Guerra Mundial, apareció solamente cuando fue donada por Karl en 1955, junto con el castillo Aschach al nuevo gobierno democrático de Alemania.

## Asunto Luxburg en la Primera Guerra Mundial
El secretario de legación en el Foreign Office, Rudolf Nadolny es enviado a Madrid en junio de 1916 junto a Hermann Wuppermann, Arnold, Max von Ratibor y Corvey. Llevan barras de jabón con frascos de vidrio con bacilos de ántrax en glicerol. El Príncipe de Ratibor informó el 23 de junio de 1916 "Los cultivos son exitosos" en Berlín. Examinaron los animales infectados destinados a la exportación a los agentes de guerra biológica. España que se mantiene neutral ofrece mulas, caballos y ganado a los adversarios de guerra británicos y franceses. Wuppermann viajó a la Argentina. En Buenos Aires Karl Schoenaich-Carolath se negó a cumplir la orden relativa al uso de agentes biológicos, y los quemó. Hasta que Estados Unidos entró en guerra, Alemania utilizaba las estaciones de Sayville y Tuckerton (Estados Unidos) para intercambiar mensajes diplomáticos. A partir de 1917, debió enviar sus mensajes codificados a través de las delegaciones suecas, lo que por parte de Suecia significaba una violación a la neutralidad. Gran Bretaña estaba en posesión de los códigos secretos alemanes, y de esa manera le fue posible descifrar el contenido del famoso «Telegrama Zimmermann», enviado por el ministro de Asuntos Exteriores del Imperio Alemán, Arthur Zimmermann, el 16 de enero de 1917, al embajador alemán en México, Heinrich von Eckardt. Ese telegrama, el que se instruía al embajador para que se acercara al Gobierno mexicano con una propuesta para formar una alianza contra los Estados Unidos, fue interceptado por los británicos y su contenido aceleró la entrada de los Estados Unidos en la guerra. Inexplicablemente, Alemania siguió utilizando el mismo código, lo que permitió a Estados Unidos emplear nuevamente este medio propagandístico para presionar a Argentina a romper relaciones con Alemania. El servicio secreto británico le entregó al estadounidense el texto descifrado de los telegramas enviados por el Conde de Luxburg a su gobierno. Se inició una campaña en la que se denunciaba una relación sumamente cercana de Karl Schoenaich-Carolath con el coronel Walther Nicolai, el jefe de la inteligencia alemana (lo que configura uno de los argumentos a favor de la afirmación de que Gran Bretaña estaba interesada en la ruptura de relaciones entre Argentina y Alemania) y el 8 de septiembre apareció en los principales diarios estadounidenses el texto de tres de ellos, cuidadosamente escogidos por el secretario de Estado Lansing, quien ordenó la publicación antes de informar de ello al gobierno argentino. Aun cuando Lansing el día anterior a la publicación le mostrara los telegramas al embajador argentino Naón, el gobierno argentino se enteró por los periódicos de todo el escándalo creado. Los telegramas estaban fechados en los meses de mayo y julio, durante los cuales se habían realizado las negociaciones por los casos Monte Protegido y Toro. Uno de los telegramas informaba de la promesa dada por Yrigoyen de que los barcos argentinos no navegarían más allá de Las Palmas. Esta promesa preocupaba a Estados Unidos, y su publicación tenía la finalidad de comprometer de tal manera a Yrigoyen que no le quedara otra alternativa que la de cortar las relaciones con Alemania. La publicación de los contenidos de los telegramas puso a Yrigoyen en un serio aprieto pues en ellos, Graf von Luxburg aconsejaba que los barcos argentinos fueran «hundidos sin dejar rastros» y denominaba al ministro de Relaciones Exteriores Argentino «un notorio asno y anglófilo». El 12 de septiembre de 1917, en cuanto al gobierno argentino tuvo confirmación de la autenticidad de los telegramas, declaró por decreto persona non grata a Karl Schoenaich-Carolath y le entregó sus pasaportes. La nota argentina en la que se le explicaba las motivaciones de este proceder al gobierno alemán fue redactada en términos sumamente corteses, debido a las relaciones amistosas mutuas con el embajador, quien tenía contactos del más alto nivel con casi todos los políticos argentinos. Antes de ser expulsado de Argentina Karl Schoenaich-Carolath viajó extensamente en auto, llegando hasta Colombia y Venezuela. La prensa argentina y mundial condenó la conducta del embajador y en periódicos de Buenos Aires lo acusaron de ser un mujeriego que no sabía nada de asuntos gubernamentales, lo cual fue aprovechado por los sectores anarquistas que provocaron desórdenes y tumultos, llegándose incluso a incendiar el Club Alemán en las ciudades de Buenos Aires y Montevideo. Durante el tiempo que Karl Schoenaich-Carolath fue embajador en Argentina era el alemán más prominente y conocido en América Latina en aquel tiempo. Conocedor de varios idiomas, alto de estatura, tenía muchos contactos con mujeres distinguidas y se le atribuyen muchos romances. Se dedicaba también a los negocios y la Compañía Chilena - Argentina era asociada a su familia por medio de los enlaces en la ciudad alemana de Bremen.

## Incidente en Estados Unidos
Hasta que Estados Unidos entró en a la guerra, Alemania utilizaba las estaciones de Sayville y Tuckerton (Estados Unidos) para intercambiar mensajes diplomáticos. A partir de 1917, debió enviar sus mensajes codificados a través de las delegaciones suecas, lo que por parte de Suecia significaba una violación a la neutralidad.
Gran Bretaña estaba en posesión de los códigos secretos alemanes, y de esa manera le fue posible descifrar el contenido del famoso «Telegrama Zimmermann», en el cual Alemania ofreció a México su apoyo para recuperar Arizona, Nevada, California y otros territorios en poder de Estados Unidos, y que fue publicado en la prensa de este país, sirviendo de casus belli contra Alemania.
Inexplicablemente, Alemania siguió utilizando el mismo código, lo que permitió a Estados Unidos emplear nuevamente este medio propagandístico para presionar a Argentina a romper relaciones con Alemania. El servicio secreto británico le entregó al estadounidense el texto descifrado de los telegramas enviados por el Conde de Luxburg Schoenaich-Carolath a su gobierno (lo que configura uno de los argumentos a favor de la afirmación de que Gran Bretaña estaba interesada en la ruptura de relaciones entre Argentina y Alemania) y el 8 de septiembre apareció en los principales diarios estadounidenses el texto de tres de ellos, cuidadosamente escogidos por el secretario de Estado Lansing. Este ordenó la publicación antes de informar de ello al gobierno argentino. Cuando Lansing el día anterior a la publicación le mostrara los telegramas al embajador argentino Naón, el gobierno argentino se enteró por los periódicos. Los telegramas estaban fechados en los meses de mayo y julio, durante los cuales se habían realizado las negociaciones por los casos Monte Protegido y Toro. Uno de los telegramas informaba de la promesa dada por Yrigoyen de que los barcos argentinos no navegarían más allá de Las Palmas. Esta promesa preocupaba a Estados Unidos, y su publicación tenía la finalidad de comprometer de tal manera a Yrigoyen que no le quedara otra alternativa que la de cortar las relaciones con Alemania. La publicación de los contenidos de los telegramas puso a Yrigoyen en un serio aprieto. En ellos, Conde de Luxburg aconsejaba que los barcos argentinos fueran «hundidos sin dejar rastros» y denominaba al ministro de Relaciones Exteriores argentino «un notorio asno y anglófilo». El 12 de septiembre de 1917, en cuanto al gobierno argentino tuvo confirmación de la autenticidad de los telegramas, declaró por decreto al Conde de Luxburg persona non grata y le entregó sus pasaportes. La nota argentina -en la que se le explicaba el porqué de este proceder al gobierno alemán- fue redactada en términos sumamente corteses. La prensa argentina y mundial condenó la conducta de Conde de Luxburg y en Buenos Aires los sectores rupturistas provocaron desórdenes y tumultos, llegándose incluso a incendiar el Club Alemán.

### Incidente de los telegramas interceptados
El 2 de febrero de 1917 declaró Karl Conde de Luxburg el canciller argentino, Carlos A. Becu en una carta que su gobierno había declarado la guerra submarina sin restricciones y que esto depende también contra los buques que enarbolen la bandera de las naciones neutrales, que dentro de un el Reich alemán se impusieron zona de bloqueo. El 4 de abril de 1917 el buque mercante argentina Monte Protegido fue hundido por un submarino alemán. El gobierno imperial de Guillermo II lamentó el incidente y prometió una compensación. En junio de 1917, un submarino alemán hundió el buque argentino Toro. El gobierno argentino protestó y el gobierno alemán se compromete a pagar daños y perjuicios. El pago fue hecho por medio de von Luxburg con gran parte del dinero sobornos a políticos argentinos EE. UU. La secretaria de Estado Lansing tuvo el 9 de septiembre de 1917 un Telegrama publicado en el diario "El Argentino" en el Partido de General Madariaga, que había coescrito von Luxburg: "El gobierno local ha publicado los barcos alemanes y austriacos, que antes estaban bajo vigilancia. Como consecuencia de la resolución del caso del Monte Protegido un gran cambio ha puesto en la opinión pública. El gobierno vendió los barcos argentinos en el futuro solo a Las Palmas. Le ruego que me Exzelenz los pequeños vasos y Guazú Orán. 31.ª Fecha de vencimiento de enero, 300 toneladas de las cuales se acercan a Burdeos, con la intención de cambiar la bandera debe ser dejado de ser posible de nuevo si no se hundió sin dejar rastro.
- Telegrama N.º 32, de 19 05 1917

"Estoy seguro de una fuente conocida de que el Ministro de Relaciones Exteriores de transición, una mula conocido y Aglophil, ha declarado en una sesión a puerta cerrada del Senado de Berlín que Argentina será necesario el compromiso de hundir cualquier nave más argentinos. Si no lo acepta, la relación debe ser cancelada. Recomiendo rechazar, y mirando si la mediación necesaria de España "
- Telegrama N.º 59 de 3 de 07 1917

"Hasta nuevo aviso, no hacer concesiones visibles a la nota argentina. Un cambio en el ministerio es probable. En cuanto a los buques argentinos, recomiendo obligándolos a retroceder, para que se hunda sin dejar rastro o pasar. Todas ellas son muy pequeñas. "
- Telegrama N.º 64, de 9 07 1917

A principios de septiembre de 1917, después de la aparición de los telegramas en la prensa local y nacional, las demostraciones antialemanas estaban tratando de incendiar el Club Alemán en la Avenida Córdoba y al periódico alemán La Unión. La embajada alemana recibió una lluvia de piedras de los manifestantes también. El Conde de Luxburg fue declarado persona non grata y le pidió al canciller Honorio Pueyrredón un salvoconducto para cruzar la frontera. Karl Conde de Luxburg Príncipe Schoenaich-Carolath fue con un Mercedes-Benz al sur. En los periódicos se sospecha que se habría llamado a una estación de radio para coger un barco. Los buques de la Royal Navy abordaron en este contexto un vapor español y lo registró. Luxburg se dirigió a la finca La Germania de Los Manzanares de Rappard y Kunn en Coronel Vidal. El 9- 10 -1917 volvió y dio su palabra de honor de estar en la Comisaría de Vidal. En la madrugada del 11 de octubre de 1917, el inspector jefe de Almada pasó de General Madariaga en su sulky en la Estancia La Merced, que fue propiedad de la familia Lezica Serantes, 40 km al suroeste de General Madariaga a seguir pistas que el Conde de Luxburg estaba allí. Luxburg fue detenido en la zona sur de la provincia de Buenos Aires y llevado a un centro de detención en la Isla Martín García. Richard von Kuhlmann admitió la autoría de los telegramas al Conde de Luxburg, declarando que eran puramente ideas personales de Luxburg que no tienen ninguna influencia sobre las decisiones y los compromisos asumidos por el gobierno nacional.

## Retiro
El 9 de mayo de 1918 Karl von Luxburg pudo apartarse de los asuntos políticos de Argentina y América Latina. En Baviera se ha residenciado en diciembre de 1918 después de la caída del imperio Alemán. Se dedicó totalmente a la gestión de sus extensas fincas, propiedades y colecciones de pinturas y bienes de las familias reales relacionadas con él en Alemania, Suiza, etc. Se sabe que tenía una relaciones muy fuertes con la casa real de Italia del Sur (Greco Ferrante) y la realeza española (casa real Española Silva de Cifuentes), a la nobleza suiza la visitaba todo el tiempo – su hermano y Eberhard Horst Graf von Luxburg, eran nativos de Zúrich Suiza, y su familia por medio de su madre la Princesa Schoenaich-Carolath Beuthen una de las familias reales más ricas, poderosas e influyentes en Alemania y Europa. En los años 1930 el Conde de Luxburg se relaciona con los más prominentes líderes del partido nazi a quienes conocía desde su vida entre ellos en la ciudad de Múnich en Baviera. Él se posiciona como un portavoz entre las familias reales alemanas y los nazis. Todos ellos de alguna forma fueron huéspedes en su castillo. Nunca se supo si él fue o no de alguna manera directamente relacionado al partido Nazi, generalmente los nazis nunca incluían a la nobleza Alemana, judíos y masones en sus filas, pero sus vastos conocimientos de países lejanos especialmente del medio oriente, de idiomas, y de la diplomacia mundial al igual que sus título de Conde le sirvieron de mucho, era muy común que la realeza Alemana tuviera contactos muy cercanos a los nazis, especialmente al principio de la historia del partido nazi, para entrar en el círculo de la bohemia nazi. Se sabe que Adolfo Hitler personalmente vivió en Múnich en una propiedad proporcionada por la familia Luxburg antes de haber rentado un lujoso apartamento en 1929 (en donde esta una estación de policía de Múnich hoy). También se sabe que Karl al igual que Hitler estuvieron en el mismo año 1921 en Suiza. Este periodo de la vida de Conde de Luxburg es poco conocido se sabe que el contactaba directamente con Hitler, Borman, Goering, Himler, era muy amigo y consejero íntimo de von Ribentrop el ministro de relaciones exteriores de Alemania nazi en ese tiempo. Tenía muy cercana relación con la sociedad Vrill de la Alemania Nazi una organización secreta que se dedicaba al estudio del ocultismo, su líder femenino María Ozich era amiga íntima de la esposa argentina de Karl, Carola Martínez de Hoz, Borman y Himler los miembros más prominentes de esa organización. A principios de los años 1930 Hitler personalmente en Berlín le propuso ser el viceministro de relaciones exteriores de Alemania – Karl rehusó a la propuesta. A fines de la Segunda Guerra Mundial todos los miembros de la sociedad Vrill desaparecieron misteriosamente sin ningún rastro.

### Vida en América Latina 1939-1956
Desde el año 1933 Karl pasaba casi 6 meses en América Latina y luego 6 meses en Europa. No se sabe qué tipo de trabajo hacía extraoficialmente para los dirigentes del gobierno nazi, pero durante estos años término de forjar la más vasta red de influencia alemana en América Latina. En este trabajo elevó su influencia al Instituto Ibero Americano de Berlín (la familia Luxburg Schonaich Carolath ayudó a fundar este instituto en los años 1925-1930), el cual era dirigido por su amigo Wilhelm Faupel. En 1939 sin ningún tipo de explicaciones, después de desaparecer su vasta fortuna (la más grande después de la del Kaiser de Alemania), las pinturas y colecciones de arte de su familia y parientes más cercanos, Karl Ludwig Graf von Luxburg mandó a su esposa Carola en agosto desde Hamburgo en el último barco que zarpó a Argentina directamente, el Antonio Delfino. Karl en septiembre de 1939 se trasladó a través de Suiza y Génova a la Argentina. Invitado por el presidente Roberto Marcelino Ortiz fijó su residencia en Ramos Mejía (Gran Buenos Aires), donde fue recibido con honores de ministro por los funcionarios del gobierno argentino, que eran todos sus amigos desde el tiempo de su trabajo como embajador en Buenos Aires. Las residencias extraoficiales de Karl eran varias, la más famosa se localizaba en la ciudad de Bariloche (Argentina) conocida como “El Casco”. El Conde de Luxburg Príncipe Schoenaich-Carolath tenía más contactos en los gobiernos latinoamericanos, entre ellos los de Argentina, Paraguay, Uruguay, Ecuador, Colombia y Venezuela, que los mismos embajadores alemanes y oficiales nazis en esos países. Entre sus amigos personales estaban los presidentes Isaías Medina Angarita de Venezuela y Carlos Alberto Arroyo del Río del Ecuador.

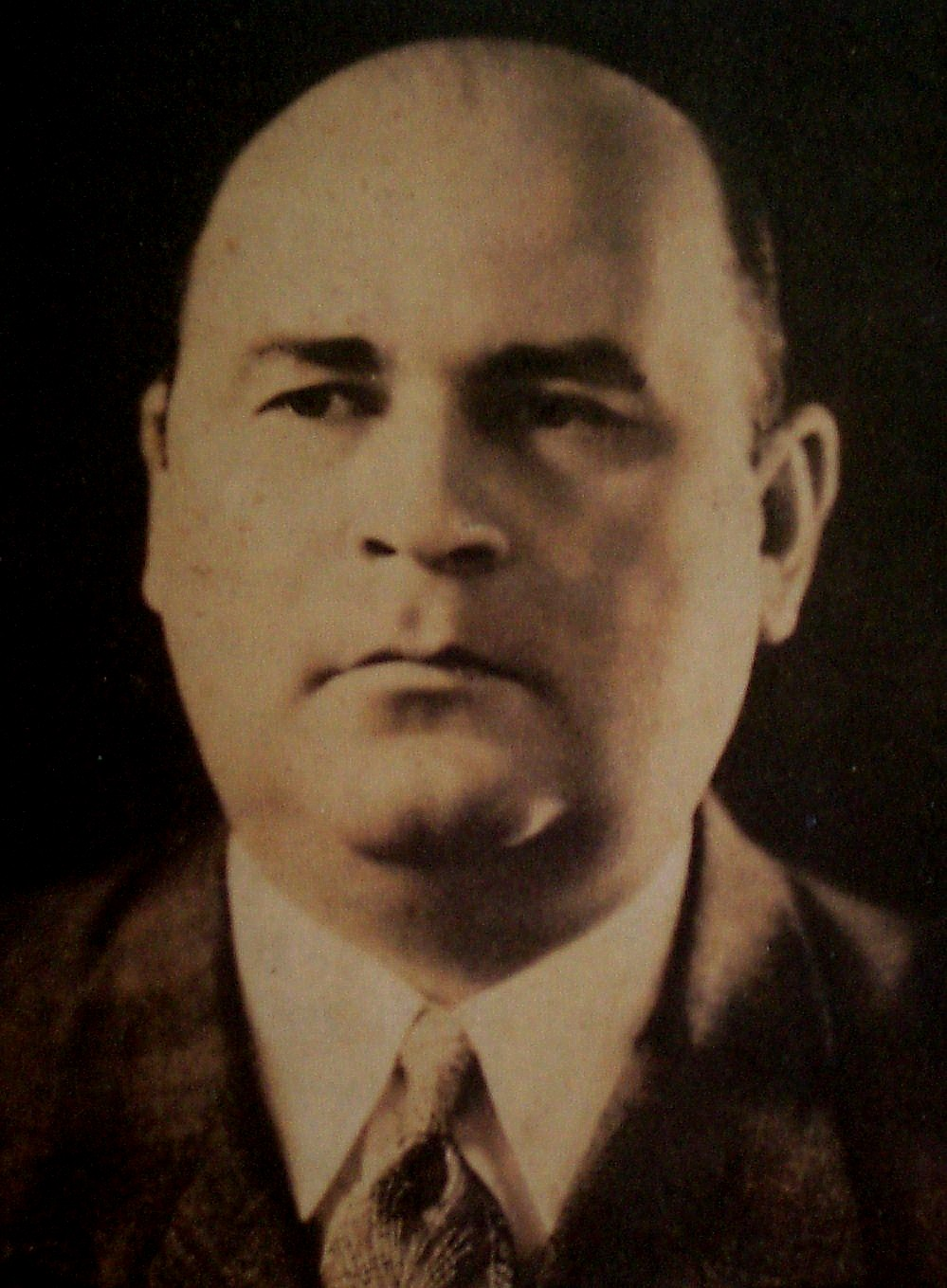
Presidente de Venezuela General Isaías Medina Angarita (1941-1945) amigo personal del Karl Conde de Luxburg

El Conde de Luxburg, desde los años 1916 hasta su muerte, financiaba casi todos los clubes alemanes suizos en los países de América del Sur, Centroamérica y México y era sin duda el alemán más prominente y apreciado de ese tiempo. Fundó asociaciones y fundaciones sin fines de lucro para estas actividades. Como siempre guiaba un Mercedes Benz impecable al estilo play boy alemán que nunca contaba el dinero. Se destacaron muchos romances con mujeres prominentes. No se sabe exactamente qué hacía Conde de Luxburg a favor o en contra del gobierno nazi de Adolf Hitler, para las casas reales de Europa y organizaciones secretas místicas y ocultistas como Vrill - pero se sabe que viajó muy extensamente por América Latina haciendo contactos en los niveles más altos de la política y la cultura, entablando romances e inclusive participando en varios golpes de estado no solo pasivamente sino con grandes sumas de dinero teniendo como meta principal la construcción de su propio país en América Latina, donde tendría el control total o parcial del gobierno por medio de militares que habían sido la gran mayoría entrenados por los alemanes, las finanzas y la política. Para esto tenía muchos recursos financieros inclusive en Suiza. El golpe de Estado del mayor Gualberto Villarroel López contra el general Enrique Peñaranda del Castillo el 20 de diciembre de 1943, convirtió de facto a Villarroel López en el presidente de Bolivia con un aporte de cerca cinco a diez millones de dólares que recibió uno de los complotados, (5 millones de dólares en precios de hoy cerca de 100 millones de dólares) Víctor Paz Estenssoro, en sus residencias de Ramos Mejia y Bariloche. Este plan fue diseñado especialmente en este tiempo cuando ya se sabía que la Alemania nazi perdería la guerra. Financió también la llegada en Paraguay del dictador Stroessner de ascendencia Alemana que duró 35 años en el poder; en su residencia de Ramos Mejia. El Conde de Luxburg tenía relaciones muy cercanas con casi todas las colonias españolas, italianas y suizas de América del Sur, especialmente en Ecuador, Colombia y Venezuela. En estas países se destacaron muchas relaciones cercanas con la Realeza Europea que emigró a Latinoamérica desde mediados del año 1943 cuando se sabía que la Alemania nazi iba a perder la Segunda Guerra Mundial y después de la derrota nazi en 1945, al mismo tiempo que ayudaba a todos los alemanes, suizos, españoles e italianos que llegaban a América del Sur, especialmente por los puertos de Venezuela, Argentina y Uruguay. Inclusive recibieron barcos de guerra de Asia con ciudadanos Alemanes en Ecuador. Todos estos alemanes, austriacos, italianos y españoles fueron asistidos de una u otra manera por los clubes alemanes, suizos e italianos que el conde de Luxburg dotaba con su dinero en casi en toda América Latina. La ciudad de Bariloche, la ciudad base más famosa del conde Luxburg, en Argentina es uno de los ejemplos más conocidos de la emigración germano-italiana (siendo el italiano, el francés y el alemán las lenguas oficiales en Suiza) esta ciudad desarrollada totalmente por los emigrantes de lenguas germanas estaba dividida en sectores alemán, suizo, italiano. Se sabe que la prominente Colonia Tovar escondida en las montañas no lejos de Caracas capital de Venezuela, donde radican solo emigrantes alemanes fue desarrollada en gran parte con la ayuda directa del Conde de Luxburg y su red de ayudas financieras. La comunidad alemana en la estratégica ciudad petrolera de Maracaibo (estado Zulia) en el norte de Venezuela (en 1529 fue llamada Neu Nurenberg por los primeros conquistadores Alemanes de la casa Welser de Augsburgo), que contaba a principios de la Segunda Guerra Mundial con cerca de 200 000 habitantes y aproximadamente 20.000 de origen alemán. Su influencia política llegó a ser tan grande que entre los años 1942-1944 que el presidente de Venezuela Isaías Medina Angarita, amigo del Conde de Luxburg, tuvo que visitar varias veces personalmente Maracaibo y dar un ultimátum a la comunidad alemana de Maracaibo para que no se pusiera de parte de los nazis. La situación en el estado Zulia era crítica debido a que una gran parte del petróleo de las fuerzas aliadas salía de los puertos de Maracaibo y de la costa oriental del lago de Maracaibo. Al comenzar la guerra en 1939 militantes del Partido Nazi en Maracaibo como Werner Fruchtnow, encargado de la reorganización, Hartwing Jess, Jefe de la región occidental y cónsul alemán en Maracaibo, E. Heindereich dueño de un café ubicado por los alrededores del mercado municipal, Karl C. Porth pariente del mariscal Göering, Rudolf Schneider mecánico de la Cervecería Regional y el propio Hans Friederich Larsen quien ocupaba los cargos de Jefe de la Gestapo y del Frente de Trabajo celebraban ruidosamente las victorias obtenidas por Adolf Hitler e incluso llegaron a proyectar planes de sabotaje hasta que en 1941-1942 un grupo de diputados venezolanos denunció las actividades de los nazis en Venezuela al presidente Medina Angarita, aportando suficientes pruebas lo que llevó a las autoridades a actuar de inmediato deteniendo entre 2000-5000 alemanes en todo el país que fueron confinados en campos de concentración en Barquisimeto (Estado Lara) y en Carache (Estado Trujillo) hasta el término de la guerra. Los nazis siempre estaban atentos de usar la colonia alemana para desestabilizar el estado Zulia para que exigiera su independencia de Venezuela. (Maracaibo era históricamente el puerto petrolero más grande de América del Sur cercano a todas las ciudades costeras del lago de Maracaibo como Cabimas, Ciudad Ojeda, San Francisco, Bachaquero, Lagunillas, etc., que constituían polos de atracción de casi toda la inmigración europea desde 1936. Después de los hechos de Maracaibo Luxburg, con el apoyo directo del Presidente Medina Angarita, fundó en 1941 una asociación sin fines de lucro para la ayuda directa a los alemanes en Venezuela.

### Caso Submarinos Nazis en el Golfo de Venezuela
En febrero de 1942 dos submarinos nazis del tipo IXC estaban una noche de cacería en las aguas al oeste de Venezuela. El U-67 comandado por el capitán Günther Müller-Stöckheim acosaba Curazao, mientras el U-156 de Werner Hartenstein tenía la orden de iniciar esa misión conjunta llamada Operación Neuland (Tierra Nueva) en la costa cercana a la refinería de la Standard Oil en Aruba. Finalmente entre Paria y Trinidad navegaba el U-161 capitaneado por Albrecht Achilles.
Las tripulaciones de los U-boats consistían de unos 35 marinos entrenados espartanamente por la marina de guerra del Tercer Reich. Alrededor de enero de 1942, en la Francia ocupada, los cuatro submarinos habían partido de sus bases en Loriant. Sus capitanes con más de cinco años de experiencia, comandaban con inteligencia y severidad. Quizás por eso a algunos se les conocía por sobrenombres tan fuertes como “Perro Rabioso”. Tal era el apodo de Hartenstein a sus 33 años de edad, un soltero únicamente casado de por vida con el mar.
Antes de partir los U-boats se habían aprovisionado para el trópico, y aunque sus tripulantes desconocían su destino exacto, para el U-156 que acababa de terminar una patrulla invernal en aguas nórdicas fue un alivio. Además la ruta que los traía al Sur del Caribe les dio oportunidad de pescar, disfrutar el sol en cubierta, ducharse todos los días, no comer enlatados e incluso escoger los menús por mayoría. Un desayuno preferido era peces voladores fritos capturados durante los turnos en cubierta.
El primero en atacar fue el submarino U-156. Ya el 13 de febrero dieron los primeros vistazos de la bien iluminada y transitada refinería de Aruba. Ocasionalmente, aviones de búsqueda de la marina norteamericana basados en la isla merodeaban las aguas cercanas pero sin éxito. El capitán Hartenstein dio la orden de permanecer sumergido hasta el anochecer del día 15.
Esa noche estaba algo nublada, pero con claridad se observaba el Puerto Sint Nicholas, las luces de la refinería y hasta los automóviles en las carreteras. Tanta luz nocturna era toda una sorpresa para las tripulaciones acostumbradas a la oscuridad total en Europa debido a las precauciones de guerra. Las órdenes de la Kriegsmarine indicaban prepararse para atacar petroleros y cañonear las instalaciones en tierra.
A la 1:31 AM se lanzó el primer torpedo contra el tanquero Pedernales que permanecía anclado. Precisamente en 48,5 segundos estallaba a un costado del petrolero inglés convirtiendo el puerto en un infierno. Dos minutos después el Oranjestad recibía un tratamiento similar que lo hundiría en una hora, de sus 25 hombres a bordo, 15 perderían la vida. El Pedernales tendría más fortuna al perder solo 8 tripulantes de 26, y no se hundiría a pesar de estar fracturado a la mitad.
Diez minutos luego de lanzar los torpedos, se disponían a cañonear la refinería, cuando una explosión sacudió al U-156. El cañón principal de 105 mm estalló porque en la emoción del momento los operadores olvidaron retirar la cubierta protectora del agua, lo que hizo que la salva golpeara la tapa en su salida. Las víctimas fueron Heinrich Büssinger quien murió luego de una hora y el teniente Dietrich von dem Borne que perdió el pie derecho y mucha sangre. “Perro loco” estaba furioso, sin embargo con el arma de 37mm realizaron 16 rondas que alcanzaron una casa y abollaron un tanque de petróleo en tierra. Media hora después saliendo del puerto y teniendo a tiro al petrolero norteamericano Arkansas le lanzaron un torpedo que falló. A las 2:30 AM otro disparo tampoco dio en el blanco, pero un tercero alcanzó al Arkansas. El tanquero no sufrió mucho y ningún tripulante fue herido, posteriormente logró navegar por su cuenta para reparaciones posteriores. Uno de los torpedos alemanes que fallaron alcanzó la orilla de playa sin detonar. El día 18 de febrero al intentar desarmarlo, el mismo estalló, matando a cuatro holandeses e hiriendo a tres más.
Mientras todo esto ocurría entre Venezuela y Aruba, en Curazao el U-67 atacaba al petrolero Rafaela a las 2:50 AM. El capitán Gunther Müller disparó contra el anclado buque, pero los dos primeros torpedos fallaron. Veinte minutos después lo intento nuevamente y falló otra vez. Disparó un cuarto que alcanzó dañar levemente al Rafaela. Un último torpedo falló a diez minutos para las 4 de la madrugada. Gunther decidió no intentarlo más y se retiró. La verdad es que en la mañana del 16 de febrero cuando remolcaban al petrolero atacado el mismo se partió en dos mitades, hundiéndose en la bahía de Santa Ana.
Exactamente a las 2:44 AM una explosión en el tanquero británico Tía Juana genera llamas de varios metros de alto las cuales iluminan la noche. A bordo, en la sala de máquinas, Ermencio Semeler es sacudido por la detonación pero no cae al piso al sostenerse de un pasamanos cercano. Aún no hay fuego ni petróleo esparcido por efecto de la deflagración, sin embargo el impacto sella varias de las puertas del buque. Ermencio se abre paso contra los obstáculos buscando una salida, no sabe con seguridad lo que sucede pero escapar del encierro comanda sus acciones. Una compuerta de abandono de sala se niega a abrir, finalmente esta cede ante sus arremetidas. Ya en la borda de la embarcación nota que el lado menos envuelto por las llamas es de una altura considerable para saltar incluso ante el miedo que lo comienza a atenazar. En las barandas externas logra ver a otro de los tripulantes guindado de estas. Semeler le grita sin obtener respuesta, se acerca para sacudirlo cuando nota el silente mensaje de la muerte. Ya en desesperación se aleja del cadáver. En segundos encuentra un bote salvavidas, intenta bajarlo pero el mismo se desprende aparatosamente cayendo a un lado de la embarcación que arde cada vez más amenazante con el viscoso líquido derramándose al mar.
Ermencio sabe que no es buen nadador, además le teme a las aguas abiertas, y más aún a la oscuridad. El fuego es cada vez mayor. Sin chaleco salvavidas, solo, y aterrado, encuentra una cuerda que baja por un costado del barco el cual aún no está en llamas. Se desliza por la cuerda a un mar agitado y oscuro.
Empapado de petróleo nado como pudo lejos del Tía Juana, al rato vio cuando las calderas estallaron y el momento en que la nave comenzaba a hundirse lentamente entre lenguas de fuego. En la eternidad que le parecía vivir su solitaria desgracia y ya al límite de su resistencia, aparecieron otros cinco sobrevivientes todos aferrados a un único salvavidas, quienes lo acercaron a ellos.
A casi una hora de la tragedia del Tía Juana otro tanquero apareció a la vista de todos, era el buque venezolano Monagas. Los cinco del chaleco salvavidas dejaron a Semeler con el flotador y nadaron vigorosamente hacia el petrolero que parecía aproximarse. Ermencio no tenía más fuerzas para hacer lo mismo que sus amigos de infortunio. Volvía a estar solo en la inmensidad del mar Caribe, no transcurrió mucho cuando un gran resplandor acompañado de una atronadora explosión le revelaba que el barco de la compañía Mene Grande seguiría un destino similar al de su naufragio. Al Monagas le fue peor, a las 3:42am otra explosión aceleraba su hundimiento.
Con ayuda del chaleco salvavidas era más fácil mantenerse a flote y a pesar del frío, el agua salada en su boca y el agotamiento, se mantenía a la espera de algo mejor. Fue entonces cuando apareció otro tanquero de los muchos que recorrían la ruta entre el Lago de Maracaibo y las islas holandesas de Aruba y Curazao, donde se refinaba el crudo venezolano. En ese instante fue cuando comprendió que los dos barcos hundidos pudieron haber sido víctimas de submarinos alemanes, recordó que la Segunda Guerra Mundial estaba en pleno y se les había comentado acerca de la posibilidad de ataques.
El siguiente barco que pasó era el Ramona, que iba al rescate del Monagas pensando que la explosión era accidental y no producto de la guerra. Allí fue cuando se percataron del solitario Ermencio. Al rescatarlo le preguntaron que había sucedido, a lo que él gritó: Torpedo! Torpedo!
A las 4:30 de la madrugada, ya para amanecer y a bordo del submarino alemán U-502, el capitán Jürgen von Rosenstiel, atisbaba por el periscopio su tercera víctima que sería el petrolero británico San Nicolás. El teniente capitán Jürgen dio la orden de disparar a cuatro kilómetros de distancia. Un plateado torpedo de punta negra salió de uno de los tubos frontales del sumergible, sus siete metros de largo llevaban 280 kilogramos de explosivos a una velocidad de 35 nudos. A los pocos segundos de recorrido el mortal pez se había armado dirigiéndose certeramente al San Nicolás. El cilindro penetró la sala de máquinas y al estallar mató instantáneamente a tres tripulantes. A los 20 minutos viendo el alemán que el impacto no era suficiente ordenó acercarse a menos de dos kilómetros y lo intentó de nuevo. El segundo torpedo estalló debajo del casco del barco y lo partió a la mitad. 
Esa noche murieron cinco venezolanos en el Monagas y 47 extranjeros en los otros buques atacados que recorrían la ruta entre el Lago de Maracaibo y las islas holandesas. La mayoría de los heridos fueron atendidos en la ciudad de Maracaibo. El periódico El Universal reseñó los ataques el día miércoles 18 (el martes era carnaval y no había edición por el festivo), dedicándole la portada, 4 páginas internas y su editorial. La armada norteamericana basada en Aruba y Panamá no detectó a los U-boats, su similar venezolana se dedicó a rescatar sobrevivientes.
A pesar de los pequeños reveses en la fuerza sumergible que llevó a cabo la Operación Neuland, esta fue todo un éxito. Al día siguiente el capitán Werner rezó por su marino muerto y su tripulación le cantó “Yo tenía un camarada”. Heinrich fue enterrado en el mar Caribe con la tradicional ceremonia naval. El malherido Dietrich fue dejado en la isla de Martinica, posteriormente fue hecho prisionero al volver esa isla francesa a manos aliados y por último repatriado al finalizar la guerra.
Tras la incursión del 16 de febrero esos submarinos lograron más victorias navales antes de ser hundidos con casi todas sus tripulaciones, incluyendo sus aguerridos capitanes antes de finalizar el año de 1943. El daño que infligieron, en cierta forma fue cancelado.
A pesar de este acto de guerra de Alemania contra embarcaciones venezolanas, el presidente Isaías Medina Angarita mantuvo su neutralidad. Muchas voces de la sociedad civil como las reflejadas en ese editorial de El Universal clamaron por la entrada de Venezuela e el conflicto, pero durante la guerra más grande que ha vivido la humanidad no se volvieron a dar ataques similares en nuestro Mar Caribe como los de aquella terrible noche que ya nadie recuerda.

### Alemania post nazi 1945-1955
Desde fines de la Guerra, Karl Ludwig Graf von Luxburg empezó a forjar relaciones con sus familiares sobrevivientes en Europa – Alemania, España, Suiza, Italia, etc… Por las casas Reales no solo de ascendencia directa von Luxburg. Fomento y financió extensos viajes, lazos, relaciones familiares entre los restantes miembros de la familia en Europa y América Latina. Sus colaboradores familiares más cercanos y consejeros principales fueron hasta su muerte y después los colaboradores de su causa Sieghard Prinz von Schoenaich- Carolath y Eberhard Horst Graf von Luxburg. En los años 1945-1950 entró en negociaciones directas con los soviéticos que ocupaban parte de Alemania salvó del campo de concentración soviético a la Princesa Hermine Reuss of Greiz Emperatriz de Prusia y esposa del Káiser de Alemania. En 1950 trató de entablar relaciones con el gobierno comunista de Polonia para restaurar y convertir en museo el castillo de Bytom Odrzański. La principal residencia de su familia por parte de los Príncipes de Carolath-Beuthen y Príncipe de Schoenaich-Carolath. El gobierno comunista Polaco, que tenía el castillo en su territorio, rechazó la oferta de Karl por principios no solo ideológicos, ellos exigían que Karl regresara toda la fortuna de la casa real Schoenach Carolath a la Polonia Comunista y ayudara a entregarles recursos a los judíos y anticomunistas refugiados Polacos en América Latina. El gobierno soviético y el gobierno comunista Polaco en ese tiempo consideraban que Karl siendo el alemán más influyente y rico de América Latina, descendiente directo de la familia real del Imperio de Prusia Schonaich-Carolath-Beuthen que estaba involucrado en esconder y trasladar a América Latina los tesoros históricos de su familia y nobleza de Prusia. Al igual que esconder a muchos Polacos judíos emigrantes que la gran mayoría reconocían los títulos Reales de Prusia de cuales él era el directo más alto portador sobreviviente. En 1955 el ahora de 84 años de edad,  Karl Ludwig Conde de Luxburg en uno de los últimos gestos de prominente filántropo Alemán decidió donar el Castillo Aschach con la totalidad de su inventario y todas las tierras de la comarca de la Baja Franconia. Alemania para establecer un museo del castillo, que fue inaugurado en el año de 1957. Con el 14 de noviembre de 1955 cambio completo de titularidad emprendió el distrito de Baja Franconia, el castillo y su colección de arte que no alcanzó a sacar a América Latina durante el periodo nazi, todos los escondites que había para la preservación de pinturas y colección de artefactos históricos fueron abiertos por Karl para preservar para la posteridad de Alemania y hacer accesible al público para fines culturales y representativos. Después de la muerte de Luxburg en 1956 el castillo fue transformado con cuidado, bajo la dirección del director de la Mainfränkisches museo, Max H. van Freeden como Castle Museum. Las 36 habitaciones del castillo estaban equipados con muebles y obras de arte, con se preservó el carácter familiar. Estas son, entre otras cosas la pintura de Judith con la cabeza de Helofernes por Lucas Cranach el Viejo y el bautismo de Cristo por Michael Wohlgemuth. Hasta el final de esta transformación en el castillo vivía Eberhard Horst Graf von Luxburg, quien le pidió a Karl incluir en su testamento europeo un regalo especial a su país y ciudad natal Zúrich (Suiza) – fueron incluidos en el testamento de Conde Karl 34 objetos de China que fueron trasladados en 1968 al museo Rietberg de Zúrich.
El Conde de Luxburg fue una de las personas claves de la fusión empresarial "CPM" que construyó el puente Rafael Urdaneta sobre el Lago de Maracaibo a menos de 10 años después de finalizada la Segunda Guerra Mundial. El contrato fue delegado a compañías Alemanas en las cuales había amigos personales de Karl von Luxburg desde la década del 30.

## Fallecimiento
Karl Ludwig Graf von Luxburg murió oficialmente en Ramos Mejía, Argentina, 2 de abril de 1956. A su entierro acudieron más de 1000 personas entre ellos destacados y prominentes políticos de varios países adjuntos y lejanos a Argentina.

## Árbol genealógico
|  |                                                                                       |  |  |  |  |  |  |  |  |  |  |  |  |  |  |  |
|  | 16. Johannes Girtanner von Luxburg                                                    |  |  |  |  |  |  |  |  |  |  |  |  |  |  |  |
|  |                                                                                       |  |  |  |  |  |  |  |  |  |  |  |  |  |  |  |
|  |                                                                                       |  |  |  |  |  |  |  |  |  |  |  |  |  |  |  |
|  | 8. Johann Friedrich, Conde von Luxburg                                                |  |  |  |  |  |  |  |  |  |  |  |  |  |  |  |
|  |                                                                                       |  |  |  |  |  |  |  |  |  |  |  |  |  |  |  |
|  |                                                                                       |  |  |  |  |  |  |  |  |  |  |  |  |  |  |  |
|  | 4. Friedrich, Conde von Luxburg                                                       |  |  |  |  |  |  |  |  |  |  |  |  |  |  |  |
|  |                                                                                       |  |  |  |  |  |  |  |  |  |  |  |  |  |  |  |
|  |                                                                                       |  |  |  |  |  |  |  |  |  |  |  |  |  |  |  |
|  | 18. Friedrich, Barón von Hunolstein                                                   |  |  |  |  |  |  |  |  |  |  |  |  |  |  |  |
|  |                                                                                       |  |  |  |  |  |  |  |  |  |  |  |  |  |  |  |
|  |                                                                                       |  |  |  |  |  |  |  |  |  |  |  |  |  |  |  |
|  | 9. Baronesa Carolina Maria Dorothea von Hunolstein                                    |  |  |  |  |  |  |  |  |  |  |  |  |  |  |  |
|  |                                                                                       |  |  |  |  |  |  |  |  |  |  |  |  |  |  |  |
|  |                                                                                       |  |  |  |  |  |  |  |  |  |  |  |  |  |  |  |
|  | 2. Friedrich Reinhard Karl, Conde von Luxburg                                         |  |  |  |  |  |  |  |  |  |  |  |  |  |  |  |
|  |                                                                                       |  |  |  |  |  |  |  |  |  |  |  |  |  |  |  |
|  |                                                                                       |  |  |  |  |  |  |  |  |  |  |  |  |  |  |  |
|  | 10. Kajetan Joseph Anton, Barón von Gumppenberg-Pöttmes                               |  |  |  |  |  |  |  |  |  |  |  |  |  |  |  |
|  |                                                                                       |  |  |  |  |  |  |  |  |  |  |  |  |  |  |  |
|  |                                                                                       |  |  |  |  |  |  |  |  |  |  |  |  |  |  |  |
|  | 5. Baronesa Maria Anna von Gumppenberg-Pöttmes                                        |  |  |  |  |  |  |  |  |  |  |  |  |  |  |  |
|  |                                                                                       |  |  |  |  |  |  |  |  |  |  |  |  |  |  |  |
|  |                                                                                       |  |  |  |  |  |  |  |  |  |  |  |  |  |  |  |
|  | 11. Sophia von Weitersheim                                                            |  |  |  |  |  |  |  |  |  |  |  |  |  |  |  |
|  |                                                                                       |  |  |  |  |  |  |  |  |  |  |  |  |  |  |  |
|  |                                                                                       |  |  |  |  |  |  |  |  |  |  |  |  |  |  |  |
|  | 1. Karl Ludwig, Conde von Luxburg                                                     |  |  |  |  |  |  |  |  |  |  |  |  |  |  |  |
|  |                                                                                       |  |  |  |  |  |  |  |  |  |  |  |  |  |  |  |
|  |                                                                                       |  |  |  |  |  |  |  |  |  |  |  |  |  |  |  |
|  | 24. Heinrich Karl, Príncipe von Schoenaich-Carolath                                   |  |  |  |  |  |  |  |  |  |  |  |  |  |  |  |
|  |                                                                                       |  |  |  |  |  |  |  |  |  |  |  |  |  |  |  |
|  |                                                                                       |  |  |  |  |  |  |  |  |  |  |  |  |  |  |  |
|  | 12. Karl, Príncipe von Schoenaich-Carolath                                            |  |  |  |  |  |  |  |  |  |  |  |  |  |  |  |
|  |                                                                                       |  |  |  |  |  |  |  |  |  |  |  |  |  |  |  |
|  |                                                                                       |  |  |  |  |  |  |  |  |  |  |  |  |  |  |  |
|  | 25. Duquesa Amalie de Sajonia-Meiningen (hija de Antonio Ulrico de Sajonia-Meiningen) |  |  |  |  |  |  |  |  |  |  |  |  |  |  |  |
|  |                                                                                       |  |  |  |  |  |  |  |  |  |  |  |  |  |  |  |
|  |                                                                                       |  |  |  |  |  |  |  |  |  |  |  |  |  |  |  |
|  | 6. Ludwig Ferdinand, Príncipe von Schoenaich-Carolath                                 |  |  |  |  |  |  |  |  |  |  |  |  |  |  |  |
|  |                                                                                       |  |  |  |  |  |  |  |  |  |  |  |  |  |  |  |
|  |                                                                                       |  |  |  |  |  |  |  |  |  |  |  |  |  |  |  |
|  | 13. Condesa Hermine von Pückler                                                       |  |  |  |  |  |  |  |  |  |  |  |  |  |  |  |
|  |                                                                                       |  |  |  |  |  |  |  |  |  |  |  |  |  |  |  |
|  |                                                                                       |  |  |  |  |  |  |  |  |  |  |  |  |  |  |  |
|  | 3. Princesa Luise von Schoenaich-Carolath                                             |  |  |  |  |  |  |  |  |  |  |  |  |  |  |  |
|  |                                                                                       |  |  |  |  |  |  |  |  |  |  |  |  |  |  |  |
|  |                                                                                       |  |  |  |  |  |  |  |  |  |  |  |  |  |  |  |
|  | 28. Erdmann Gustav, Conde Henckel von Donnersmarck                                    |  |  |  |  |  |  |  |  |  |  |  |  |  |  |  |
|  |                                                                                       |  |  |  |  |  |  |  |  |  |  |  |  |  |  |  |
|  |                                                                                       |  |  |  |  |  |  |  |  |  |  |  |  |  |  |  |
|  | 14. Karl Lazarus, Conde Henckel von Donnersmarck                                      |  |  |  |  |  |  |  |  |  |  |  |  |  |  |  |
|  |                                                                                       |  |  |  |  |  |  |  |  |  |  |  |  |  |  |  |
|  |                                                                                       |  |  |  |  |  |  |  |  |  |  |  |  |  |  |  |
|  | 29. Baronesa Rudolphina von Dyherrn und Schönau                                       |  |  |  |  |  |  |  |  |  |  |  |  |  |  |  |
|  |                                                                                       |  |  |  |  |  |  |  |  |  |  |  |  |  |  |  |
|  |                                                                                       |  |  |  |  |  |  |  |  |  |  |  |  |  |  |  |
|  | 7. Condesa Wanda Henckel von Donnersmarck                                             |  |  |  |  |  |  |  |  |  |  |  |  |  |  |  |
|  |                                                                                       |  |  |  |  |  |  |  |  |  |  |  |  |  |  |  |
|  |                                                                                       |  |  |  |  |  |  |  |  |  |  |  |  |  |  |  |
|  | 30. Friedrich Ludwig, Conde von Bohlen                                                |  |  |  |  |  |  |  |  |  |  |  |  |  |  |  |
|  |                                                                                       |  |  |  |  |  |  |  |  |  |  |  |  |  |  |  |
|  |                                                                                       |  |  |  |  |  |  |  |  |  |  |  |  |  |  |  |
|  | 15. Condesa Julie von Bohlen                                                          |  |  |  |  |  |  |  |  |  |  |  |  |  |  |  |
|  |                                                                                       |  |  |  |  |  |  |  |  |  |  |  |  |  |  |  |
|  |                                                                                       |  |  |  |  |  |  |  |  |  |  |  |  |  |  |  |
|  | 31. Caroline Elisabeth von Walsleben                                                  |  |  |  |  |  |  |  |  |  |  |  |  |  |  |  |
|  |                                                                                       |  |  |  |  |  |  |  |  |  |  |  |  |  |  |  |
|  |                                                                                       |  |  |  |  |  |  |  |  |  |  |  |  |  |  |  |